# Aline Zylberajch
Aline Zylberajch est une claveciniste, pianofortiste et professeure française.

## Biographie
Aline Zylberajch effectue ses études aux Conservatoire de Paris avec Robert Veyron-Lacroix, Claude Ballif (analyse) et Norbert Dufourcq (histoire de la musique) et au New England Conservatory de Boston. 
Son parcours musical est nourri par sa passion pour la diversité des paysages sonores des claviers anciens, par la fréquentation de la musique vocale, à travers l'opéra, la cantate, le lied, dont elle s'attache à découvrir les résonances dans l‘écriture pour le clavier, et son goût pour l'enseignement.  

Elle participe aux productions d'ensembles tels que La Chapelle royale de Philippe Herreweghe, puis Les Musiciens du Louvre de Marc Minkowski, ainsi que Le Parlement de musique de Martin Gester, avec qui elle a enregistré nombre d'opéras et d'oratorios. 

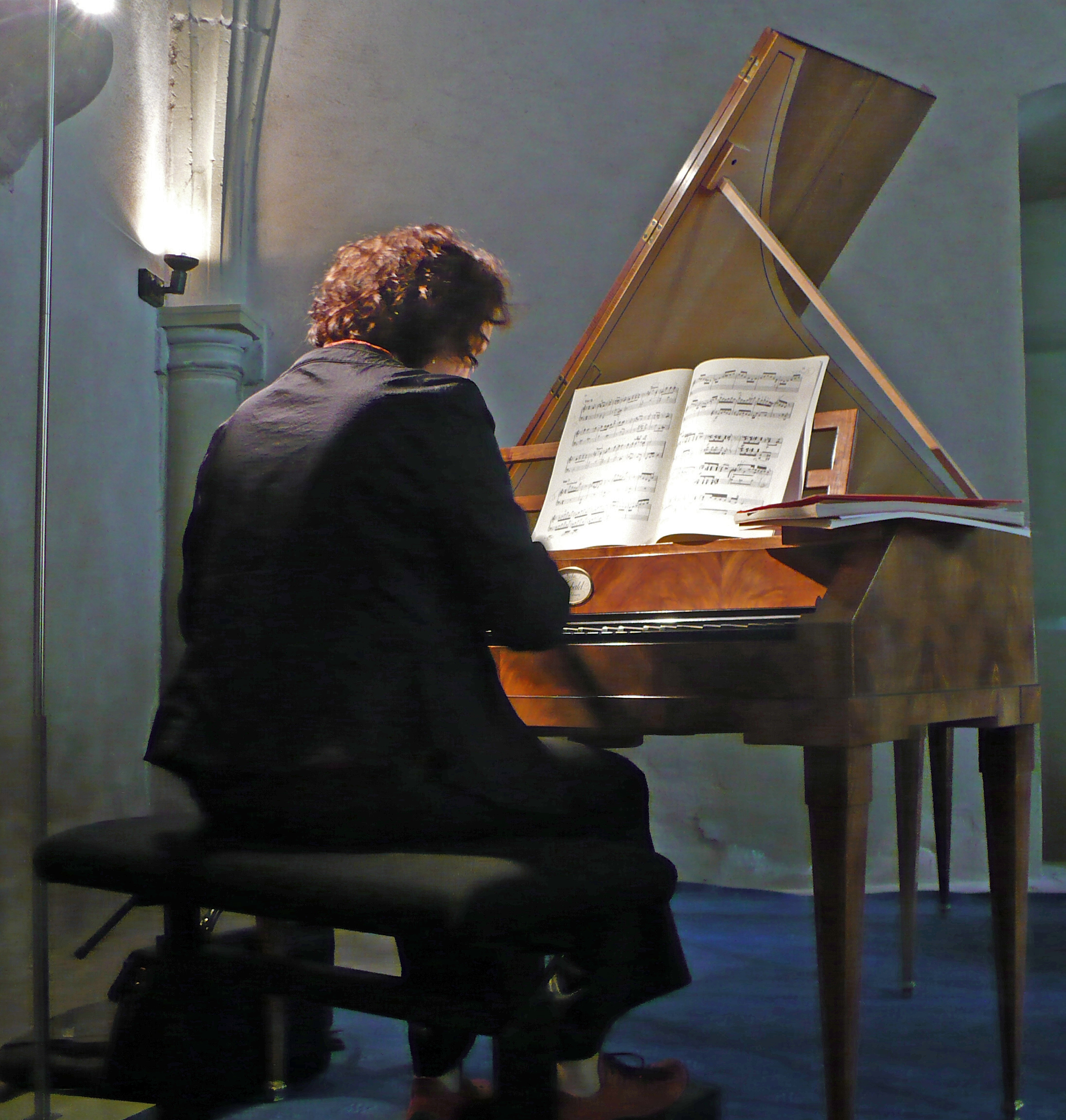
Aline Zylberajch au pianoforte en 2009 à Fénétrange

Parallèlement, elle explore, en soliste et avec de nombreux partenaires de musique de chambre, tant au clavecin qu'au pianoforte, des répertoires très divers, qui la conduisent à proposer dans ses concerts la découverte de compositeurs injustement méconnus aux côtés d’œuvres majeures.
Longtemps professeur de clavecin au conservatoire puis à l'Académie Supérieure de Musique de Strasbourg (Haute École des arts du Rhin), elle est actuellement professeur de didactique au département de pédagogie du CNSMD de Paris.  
Elle a été en résidence à la Fondation Royaumont pour des classes de maître et des créations de spectacles, notamment autour de F. Couperin, CPE Bach, et D. Scarlatti. 
Elle est fréquemment sollicitée pour des cours d’interprétation en français, anglais, allemand ou espagnol : elle a ainsi été invitée à enseigner en Espagne, Pologne, Allemagne, Autriche, Australie, au Mexique, aux États-Unis et au Japon.
Parmi ses élèves figurent Francis Jacob et Johann Vexo.

## Discographie
Aline Zylberajch a réalisé plus de cinquante enregistrements pour les labels discographiques, Accord, Assai, Ambronay Éditions, Claves, Ligia, K 617, L'Encelade, Still, Pierre Verany et Zig-Zag Territoires — très favorablement accueillis, par la critique : Diapason d'or, « 10 » de Répertoire, « Choc » du Monde de la musique, « Recommandé » par Classica, Gramophone, Early Music Review…

### En soliste
- CPE Bach, Sonates Prussiennes, Wq.48 (1993, Ligia Digital 0101005-93) (OCLC 742936194)
- Scarlatti, 18 sonates - piano-forte, copie Denzil Wraight d'un instrument de Cristofori (2003, Assai 222612)[3]
- Autour d'un manuscrit redécouvert : Suites de Froberger - sur le clavecin Ruckers du Musée Unterlinden de Colmar (Assai 222102)[4]
- Le Portrait de l'Amour : Pièces de François Couperin - sur le clavecin Ruckers-Taskin, Anvers, 1649, du Musée de la Musique de Paris (septembre 2002, Assai 222422) (OCLC 61368937)
- Scarlatti, Una nuova inventione per Maria Barbara - copie de piano-forte d'après Cristofori (2005, Ambronay Editions AMY002)

### À quatre mains
- A due cembali, Caprices, Pièces pour deux claviers : Soler, Haydn, Schobert, Mozart, Planyavsky... - Aline Zylberajch et Martin Gester, clavecins et orgue de Église abbatiale de Walbourg (7-9 septembre 2011, K 617 K617233) (BNF 42565552)
- Mozart, Grandes œuvres à quatre mains - Martin Gester (20 octobre 2014, K617 Editions K617244)

### Musique de chambre
- CPE Bach, Testament et Promesses Sonates et fantaisies sur Tangentenflügel - Alice Pierot (2012, L'Encelade ECL1201) (OCLC 906718020)
- Mozart, Rust... Mozart und seine Zeitgenossen, sonates sur un pianoforte original du musée instrumental de Bâle avec Plamena Nikitassova, violon (2018, Claves)
- Purcell, Sonates en trio à trois & quatre parties - Les Nièces de Rameau : Florence Malgoire, Alice Piérot, Claire Giardelli, Marianne Muller, Aline Zylberajch (1995, Verany)
- CPE Bach, Musiques de chambre. Quatuors pour pianoforte, flûte, alto et violoncelle (NoMAdMusic NMM012)
- Psalterion et Fortepiano : CPE Bach, Mozart, Schobert - avec Margit Übellacker (Ambronay Éditions AMY012)
- Rameau, pièces de clavecin en concerts - avec Les Nièces de Rameau (Accord 206592)
- CPE Bach, Sanguineus et Melancholicus : Sonates en trio Wq 146, 147, 148, 161 - Les Nièces de Rameau : Florence Malgoire, violon ; Alice Piérot, violon ; Marianne Muller, viole de gambe ; Aline Zylberajch, clavecin (21-25 octobre 2002, Zig Zag Territoires ZZT 030701)[5] (OCLC 658983297)

### Accompagnatrice
- Haydn, Ariana a Naxos, Lieder et Canzonettas - Stéphanie d'Oustrac (Ambronay Editions AMY023)
- Le Salon sensible : Haydn, Mozart - Jill Feldman, soprano ; Aline Zylberajch, piano-forte (29 avril 1987, Still Editions 2904CCS87) (BNF 38133943)
- Schubert, Die schöne Müllerin (février 1997, Accord 206072) (BNF 38512200)